# Stef Clement
Stef Clement est un coureur cycliste néerlandais né le 24 septembre 1982 à Tilbourg. Professionnel de 2006 à 2018, il est spécialiste du contre-la-montre et a notamment été quatre fois champion des Pays-Bas du contre-la-montre et médaillé de bronze du championnat du monde du contre-la-montre en 2007.

## Biographie

### Jeunesse et carrière amateur
Coureur de l'équipe Van Hemert Groep en 2003, Stef Clement se fait remarquer en remportant une étape de l'Olympia's Tour. Il rejoint alors l'équipe Rabobank GS3, avec laquelle il s'affirme comme un très bon rouleur, et remporte notamment le classement général de l'Olympia's Tour en 2005. 

### Début de carrière professionnelle chez Bouygues Telecom

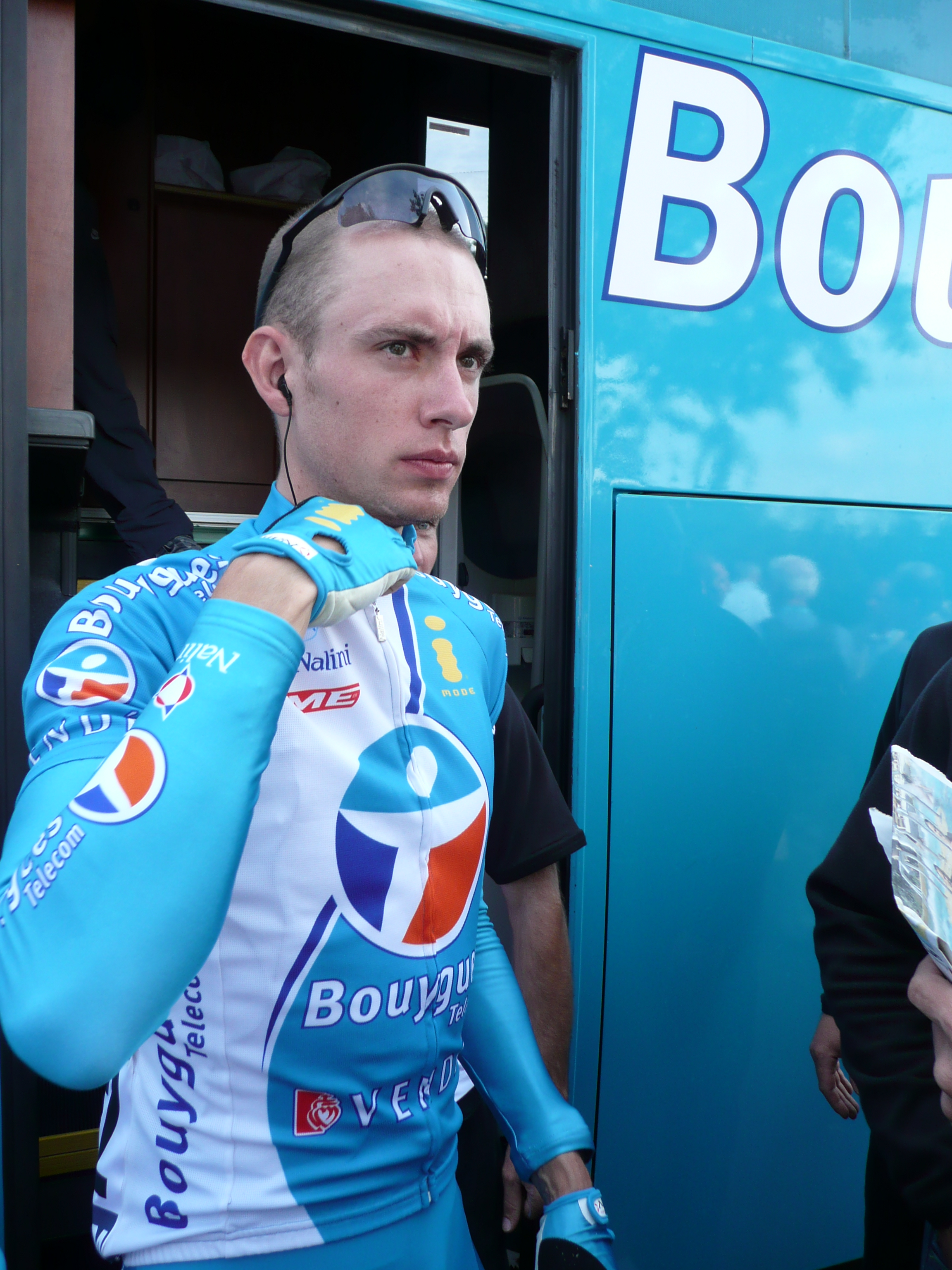
Stef Clement pendant le Tour de France 2007.

Clement passe professionnel en 2006 dans l'équipe française Bouygues Telecom. Dès sa première saison, il participe à son premier Tour d'Italie, puis confirme son talent de rouleur au plus haut niveau en remportant le titre de champion des Pays-Bas du contre-la-montre, puis une étape contre-la-montre du Tour de l'Avenir. En 2007, il conserve son titre de champion des Pays-Bas du contre-la-montre, puis prend la médaille de bronze au championnat du monde du contre-la-montre. Il termine également troisième du Chrono des Nations, et réussit de bons contre-la-montre sur les courses par étapes, notamment sur le Tour d'Espagne, qu'il termine à la 32e place, montrant de bonnes qualités de coureur par étapes. 
Il confirme ces qualités de coureur par étapes sur le Critérium international de la route en 2008, dont il prend la neuvième place. Il participe aux Jeux olympiques de Pékin, où il prend la neuvième place du contre-la-montre, puis remporte le Chrono des Herbiers en fin de saison.

### 2009-2014: chez Rabobank puis Belkin
En 2009, Clement rejoint l'équipe Rabobank, avec laquelle il confirme dans les courses par étapes, en particulier sur le Tour de Castille-et-León, dont il prend la quatrième place, réalisant une remarquable ascension dans la 4e étape. En juin, il remporte la huitième étape du Critérium du Dauphiné libéré et le championnat des Pays-Bas du contre-la-montre.
En 2011, Stef Clement remporte pour la quatrième fois le championnat des Pays-Bas du contre-la-montre, ce qui lui permet de devenir le recordman des victoires sur cette épreuve, dépassant Erik Dekker et Bart Voskamp.
Au printemps 2014, il gagne une étape et le classement de la montagne du Tour de Catalogne. En juillet, il doit quitter le Tour de France lors de la septième étape à la suite d'une chute. Durant l'été, il dispute le Tour d'Espagne, puis prend part aux championnats du monde sur route à Ponferrada en Espadne. Douzième du contre-la-montre par équipes avec Belkin, il est sélectionné pour la course en ligne des championnats du monde 2014. Il en prend la 90e place.

### 2015-2016: IAM
En 2015, il quitte Belkin et rejoint l'équipe suisse IAM. Au printemps, il dispute le Tour d'Italie, qu'il ne termine pas. En juin, il représente les Pays-Bas au contre-la-montre des Jeux européens. Il y obtient la médaille d'argent. En juillet, il prend le départ du Tour de France, à Utrecht aux Pays-Bas. Il y est désigné capitaine de route de l'équipe IAM.
Il se casse la clavicule droite lors d'une chute au cours de l'Amstel Gold Race 2016.

### Fin de carrière chez Lotto NL-Jumbo et reconversion
Après deux ans chez IAM, l'équipe s'arrête et il retourne au sein de Lotto NL-Jumbo pour travailler aux côtés de Steven Kruijswijk sur le Tour d'Italie. En mai 2018, il est contraint d'interrompre sa préparation pour le Tour de France à cause de problèmes au dos. Il ne reprend pas la compétition et met un terme à sa carrière à la fin de l'année. Il ne quitte toutefois pas l'équipe qui est renommée Jumbo-Visma, puisqu'il devient chargé de la nutrition et de la promotion.
Lors du Tour d'Italie 2019, Stef Clement accuse le coureur slovène Primož Roglič d'être dopé en déclarant qu'il « est passé du saut à ski à grand favori d'un Grand Tour en seulement cinq ans. S'il avait été le leader d'une équipe comme UAE-Emirates, Katusha ou Astana, nous aurions tous eu une idée très différente de ce qu'il est en train de faire ».
Deux mois plus tard, alors qu'il est commentateur du Tour de France pour la chaîne néerlandaise NOS, il crée de nouveau la polémique en déclarant que le coureur français Nacer Bouhanni avait « interdit la consommation de porc dans l'équipe en raison de sa religion » et refuserait de que des femmes travaillent pour l'équipe Cofidis lorsqu'il est en compétition. Bouhanni lui répond sur Twitter : « Cher Stef Clement la diffamation est un délit, a-t-il indiqué sur Twitter. Affaire à suivre très prochainement pour rétablir la vérité ». Le néerlandais s'excuse sur le même réseau social une heure plus tard.
En novembre 2020, il devient président par intérim de The Riders Union, un nouveau syndicat créé pour défendre les droits des coureurs.

## Palmarès et classements mondiaux

### Palmarès
- 2000
  - Prologue de l'Acht van Bladel
- 2002

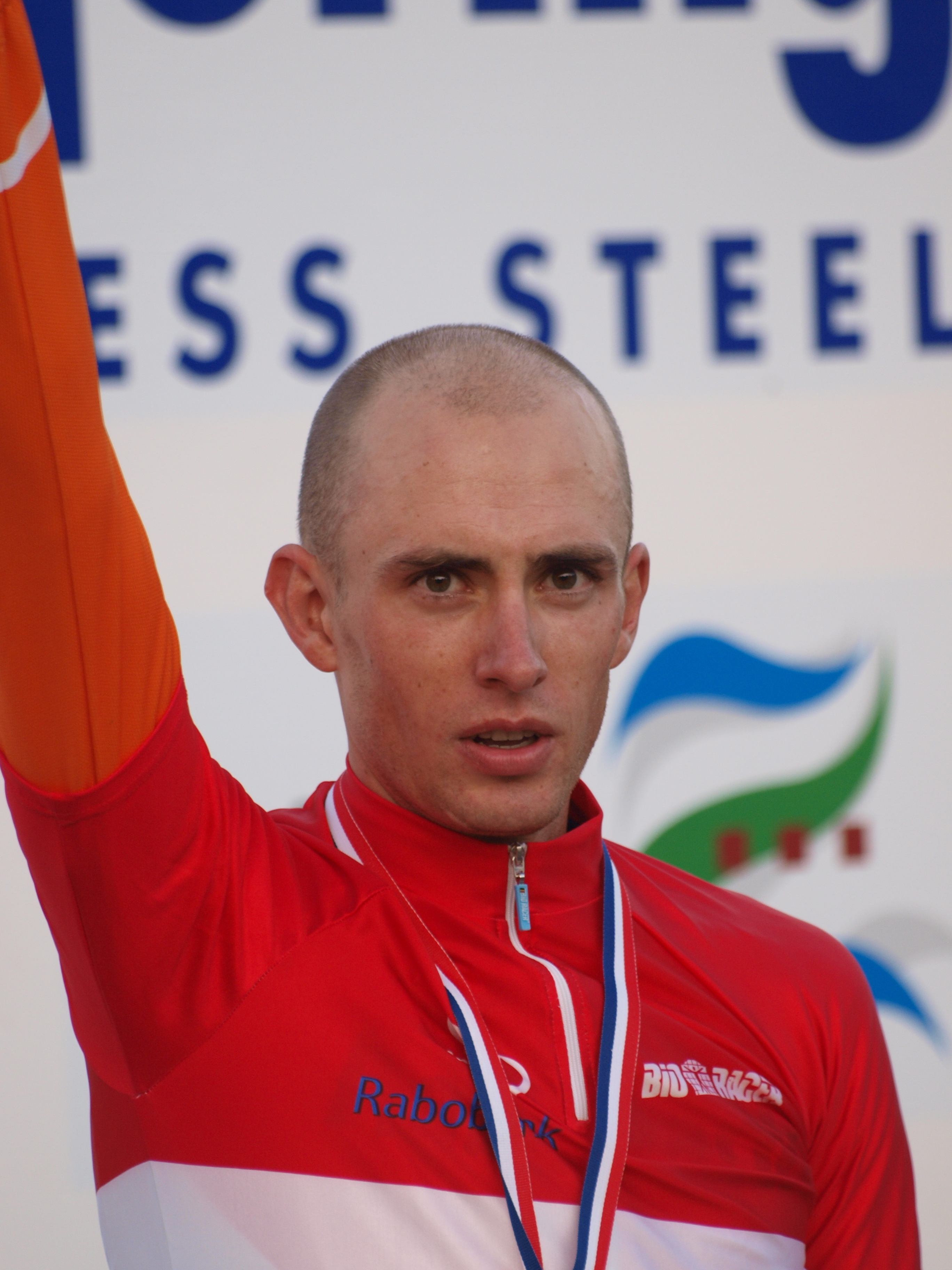
Stef Clement sur le podium du championnat des Pays-Bas du contre-la-montre 2009.

  -  Champion des Pays-Bas du contre-la-montre espoirs
- 2003
  - 8e étape de l'Olympia's Tour
- 2005
  - Classement général de l'Olympia's Tour
  - Prologue du Cinturón a Mallorca
  - 2e du Chrono champenois
- 2006
  -  Champion des Pays-Bas du contre-la-montre
  - 9e étape du Tour de l'Avenir (contre-la-montre)
- 2007
  -  Champion des Pays-Bas du contre-la-montre
  -  Médaillé de bronze au championnat du monde du contre-la-montre
- 2008
  - Chrono des Herbiers
  - 9e du contre-la-montre des Jeux olympiques
- 2009
  -  Champion des Pays-Bas du contre-la-montre
  - 8e étape du Critérium du Dauphiné libéré
- 2011
  -  Champion des Pays-Bas du contre-la-montre
- 2014
  - 6e étape du Tour de Catalogne
- 2015
  -  Médaillé d'argent du contre-la-montre aux Jeux européens
- 2016
  - 2e de l'Arctic Race of Norway
- 2017
  - 2e du championnat des Pays-Bas du contre-la-montre

### Résultats sur les grands tours

#### Tour d'Italie
6 participations
- 2006 : 64e
- 2011 : 108e
- 2012 : 71e
- 2013 : 48e
- 2015 : abandon (15e étape)
- 2017 : 23e

#### Tour de France
6 participations
- 2007 : hors délais (12e étape)
- 2008 : 90e
- 2009 : 118e
- 2014 : abandon (7e étape)
- 2015 : 59e
- 2016 : 18e

#### Tour d'Espagne
6 participations
- 2007 : 32e
- 2008 : abandon (7e étape)
- 2012 : 100e
- 2013 : abandon (13e étape)
- 2014 : 69e
- 2017 : 29e

### Classements mondiaux
| Année                  | 2005 | 2006 | 2007 | 2008 | 2009 | 2010 | 2011 | 2012 | 2013 | 2014 | 2015 |
| ---------------------- | ---- | ---- | ---- | ---- | ---- | ---- | ---- | ---- | ---- | ---- | ---- |
| Classement ProTour     |      |      | 208e | 150e |      |      |      |      |      |      |      |
| Calendrier mondial UCI |      |      |      |      | 190e |      |      |      |      |      |      |
| UCI World Tour         |      |      |      |      |      |      |      | 192e | 185e | 160e | nc   |
| UCI Europe Tour        | 130e |      |      |      |      |      |      |      |      |      |      |